# Serjania crassinervis
Serjania crassinervis är en kinesträdsväxtart som beskrevs av Ludwig Radlkofer. Serjania crassinervis ingår i släktet Serjania och familjen kinesträdsväxter. Inga underarter finns listade i Catalogue of Life.